# Zotter

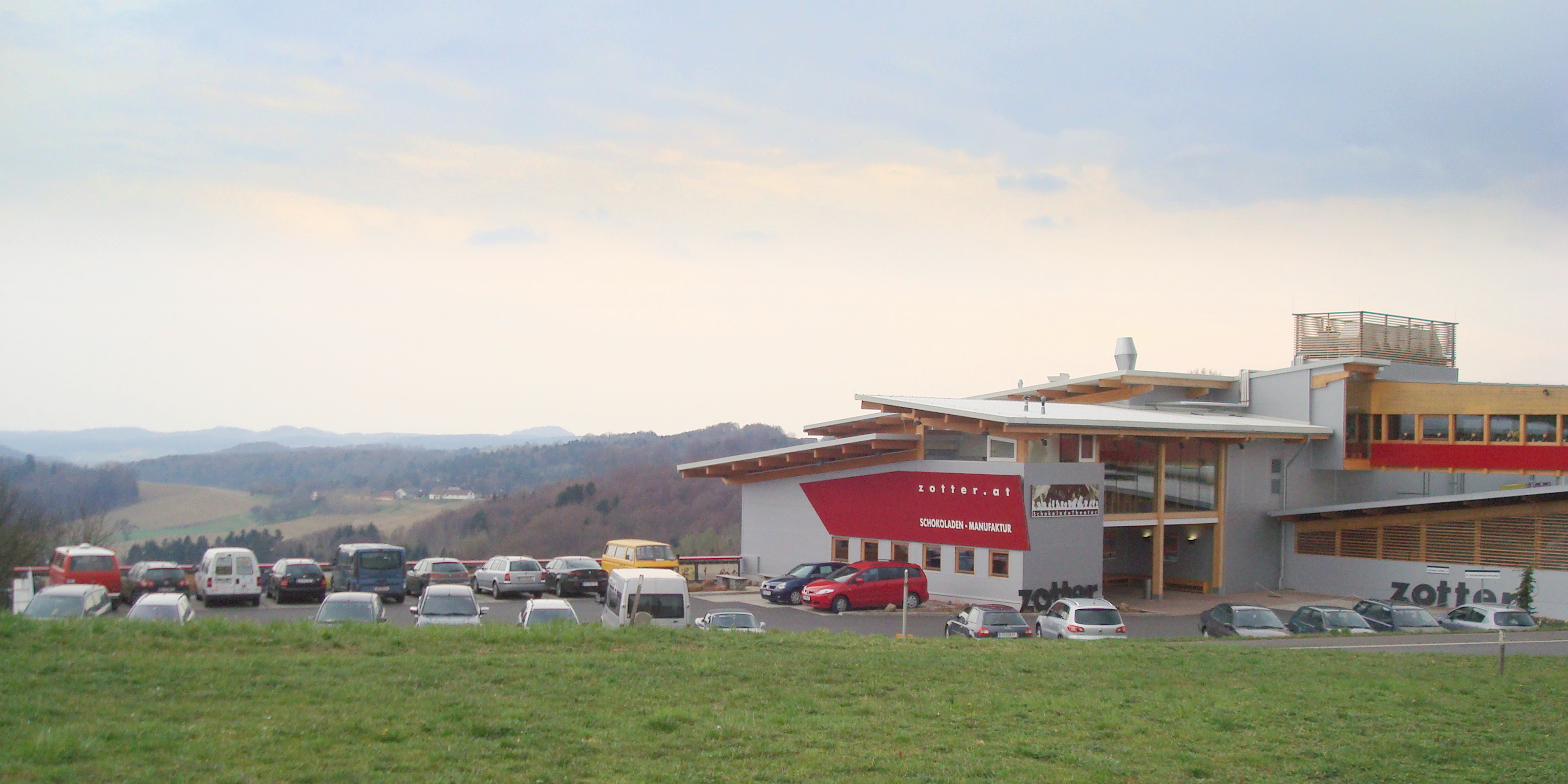
Fábrica em Berg, Áustria

Zotter Schokoladen Manufaktur, mais conhecida como Zotter,  é uma fábrica de chocolate fundada em 1999 e com sede em Bergl, na província de Estíria, Áustria. 
Processa cerca de 250 toneladas de grãos de cacau orgânico anualmente, produzindo cerca de  15 milhões de barras de chocolate.Cerca da metade do faturamento da empresa advém dos mais de 3500 pontos de venda próprios ou franqueados.
Zotter é uma fábrica produtora "do grão-à-barra", ou seja, produz o chocolate iniciando pelo grão, proveniente de diversas partes do globo, tais como Brasil, Colômbia, Nicarágua e Equador.
O empreendimento foi fundado em 1999 pelo mestre confeiteiro Josef Zotter.
Desde agosto de 2006, todo o suprimento da fabrica é fornecido por produtores orgânicos. 
O Design das embalagens e a identidade visual da marca são de autoria do artista berlinense Andreas H. Gratze.
Zotter faz uso de energia regenerativa, bem como outras fontes alternativas e ecologicamente corretas. Além disso, o empreendimento familiar está engajado no movimento Slow Food.
Em 2012, o chocolate ao leite "Nicarágua 50%" foi eleito pelo crítico Georg Berardini (Georg Bernardini: »Der Schokoladentester. Die besten Schokoladen und Pralinen der Welt. Was dahinter steckt und worauf wir gerne verzichten) como o melhor chocolate ao leite do mundo, competindo com 2700 produtores de 38 países.
Em 2013, a marca foi lançada no Brasil.